# Claude Arrieu
Claude Arrieu, pseudonimo di Ann Marie Simon (Parigi, 30 novembre 1903 – Parigi, 7 marzo 1990), è stata una compositrice francese.

## Biografia
Nata a Parigi, Claude Arrieu è stata una musicista di formazione classica sin dalla tenera età. Si interessò particolarmente alle opere di Bach e Mozart e, più tardi, a quelle di Stravinskij. Tuttavia Gabriel Fauré, Claude Debussy e Maurice Ravel le fornirono la maggiore ispirazione.
Sognando una carriera da virtuosa, entrò al Conservatorio nazionale di Parigi nel 1924. Diventò studentessa di pianoforte di Marguerite Long e prese lezioni da Georges Caussade, Noël Gallon, Jean Roger-Ducasse e Paul Dukas. Nel 1932 ricevette il primo premio per la composizione.
Da questo momento sviluppò il suo stile personale. Fu particolarmente interessata all'evoluzione del linguaggio musicale e ai vari mezzi tecnologici disponibili. Nel 1935 entrò a far parte del servizio di trasmissione radiofonica francese (Service des programmes de la Radiodiffusion française), dove lavorò fino al 1947. Partecipò allo sviluppo di una vasta gamma di programmi, tra cui la serie radiofonica sperimentale di Pierre Schaeffer Coquille à planètes (1943-1944). Nel 1949 vinse il Prix Italia della RAI per la colonna sonora di Frédéric Général.
Scrisse musica in tutti gli stili, componendo opere di "musica pura" e musica per teatro, film, radio e music hall, contribuendo con la propria voce in ogni situazione, drammatica o comica, con un gusto particolare per il ritmo e le immagini. Il suo dono musicale è caratterizzato dalla sua facilità di flusso e dall'eleganza della struttura. Vivacità, chiarezza espressiva e una sensazione naturale per la melodia sono i suoi tratti distintivi.
Arrieu compose concerti per pianoforte (1932), due pianoforti (1934), due concerti per violino (1938 e 1949), per flauto (1946), tromba e archi (1965). Scrisse anche Petite suite en cinq parties (1945), "Concerto per quintetto di fiati e archi" (1962), Suite funambulesque (1961) e "Variazioni per archi classici" (1970).
Tra le sue importanti composizioni di musica da camera il suo Trio for Woodwinds (1936), Sonatina per due violini (1937) e Clarinet Quartet (1964). La sua Sonatine per flauto e pianoforte suscitò una grande impressione alla sua prima esibizione radiofonica nel 1944 di Jean-Pierre Rampal e H. Moyens.
Sebbene le opere strumentali di Arrieu abbiano fortemente contribuito alla sua eredità, fu la musica vocale che contraddistinse in modo più marcato la sua carriera. La voce la ispirò a mettere in musica molte poesie, comprese quelle di Joachim du Bellay, Louise Lévèque de Vilmorin, Louis Aragon, Jean Cocteau, Jean Tardieu, Stéphane Mallarmé e Paul Éluard. Tra gli esempi vi sono la base di Chanson per voce e pianoforte basata su poesie di Mallarmé (1937); Candide, musica radiofonica su testi di Jean Tardieu tratto da Voltaire; e À la Libération, cantata di sette poesie sull'amore in guerra, su poesie di Paul Éluard.
La sua prima opera buffa, Cadet Roussel su libretto di André de la Tourasse da Jean Limozin, fu presentata all'Opéra di Marsiglia il 2 ottobre 1953. Nel 1960 La Princesse de Babylone, un'opera buffa tratta dall'opera di Voltaire adattata da Pierre Dominica, fu elogiata per la sua originalità lirica e spettacolare.
Tra le colonne sonore degne di nota vi sono Les Gueux au paradis (1946), Crèvecoeur (1955), Niok l'éléphant (1957), Marchands de rien (1958), Le Tombeur (1958) e Julie Charles (per la televisione, 1974).
Pierre Schaeffer scrisse: "Claude Arrieu fa parte del suo tempo in virtù di una presenza, un istinto di efficienza, un'audace fedeltà. Qualunque siano i mezzi, concerti o le canzoni, musica per eventi ufficiali, concerti per l'elite o per una folla di spettatori, ha trasmesso emozioni attraverso una tecnica impeccabile e una vigilanza spirituale, trovando la strada per il cuore".

## Opere
(elenco parziale)
- Noé, 1931-1934 (imagerie musicale, 3 atti, A. Obey), fp Opéra di Strasburgo, 29 gennaio 1950
- Cadet Roussel, 1938-1939 (opéra bouffe, 5 atti, André de la Tourasse da Jean Limozin), fp Marsiglia, Opéra, 2 ottobre 1953
- La Coquille à planètes (opéra radiophonique, Pierre Schaeffer), RTF (Radiodiffusion-Télévision Française), 1944
- Le deux rendez-vous, 1948 (opéra comique, P. Bertin after G. de Nerval), RTF, 22 giugno 1951
- Le chapeau à musique (opéra enfantine, 2 atti, Tourasse e P. Dumaine), RTF, 1953
- La princesse de Babylone, 1953-1955 (opéra bouffe, 3 atti, P. Dominique, after Voltaire), Reims, Opéra, 3 marzo 1960
- La cabine téléphonique (opéra bouffe, 1 atto, M. Vaucaire), RTF, 15 marzo 1959
- Quintette en Ut, pour flute, hautbois, clarinette, cor et basson (1955)
- Cymbeline, 1958-1963 (2 atti, J. Tournier e M. Jacquemont, dopo Shakespeare), ORTF, 31 marzo 1974
- Balthazar, ou Le mort – vivant, 1966 (opéra bouffe, 1 atto, Dominique), Unperformed
- Un clavier pour un autre (opéra bouffe, 1 act, J. Tardieu), Avignone, Opéra, 3 aprile 1971
- Barbarine, 1972 (3 atti, dopo A. de Musset), incompleto
- Les amours de Don Perlimpin et Belise en son jardin (imaginaire lyrique, 4 tableaux, after F. Garcia Lorca), Tours, Grand Théâtre, 1 marzo 1980

### Altre composizioni
Trio d'anches / Wind Trio. 1936
1. Allegro. 2. Pastorale et Scherzo. 3. Finale. 9 min. Ob, cl, bn
Arrieu aveva 33 anni quando scrisse il Reed Trio; è stato commissionato dal Trio D'Anches de Paris ; Anche Poulenc (1926), Milhaud (Suite d'après Michel Corrette, op 161, 1937) Ibert (1935) e Auric (1938) avevano composto per loro. Tuttavia, il suo Trio mostra la cura che ha avuto con la scrittura della parte, condividendo il materiale equamente tra i tre strumenti. L'Allegretto ritmico di apertura è una finta marcia spavalda, con episodi contrastanti e nostalgici. Inizialmente la Pastorale et Scherzo è tenera e ondeggiante; il 3 volte continua, più veloce e sfacciato, e include la sua "sezione centrale". La Finale, Allègrement, emula la maniera militare, anche in 3 tempi; poi arriva una parata "vera e propria", 4 volte più stabile. La sua arguzia è maliziosa, producendo aspettative sventate in modo scherzoso in modo leggermente anarchico.
Pubblicato da Amphion Editions. La registrazione del CD Ambache è su Liberté, Egalité, Sororité . Può essere acquistato su Ambache Recordings Liberté, Egalité, Sororitéhttp: //womenofnote.co.uk/recordings/:.
Wind Dixtuor. 1967
1. Allegretto moderato. 2. Moderato - Allegro scherzando - Andante - Tempo primo. 3. Andante - Allegro scherzando. 2 fl, ob, 2 cl, 2 bn, hn, tpt, tbn
Il primo movimento umoristico ha salti leggermente grotteschi nel tema principale. Una qualità di intermezzo caratterizza le sezioni esterne del secondo movimento, attorno ad un breve scherzando. Successivamente, un pastorale 6/8 precede un vivace secondo scherzando. La scrittura cantata del vento è ripresa nel Cantabile, e il tutto è completato da un finale energico, che si conclude con un gesto tipicamente francese - con sorprendente dolcezza.